# جو-جارديان
جو-جارديان هو مُوفرُ خَدمات المُتعلِقة بالبرمجياتِ مُتخصص في التعليمِ ويَعرض خَدمات إدارة الكرومبوك وتصفية الإنترنت في المدارسِ، ومُستخدميه الأساسيون هُم رُؤساء الأقسام. ومَجموعة مُميزاته تَتضمن تَصفِية ومُراقبة وإدارة الكرومبوك، بالإضافة إلى إستِخدام التَحَاليل ومُراقبة الأنشطة والاسترجاع إذا سُرِق أي جِهاز يُستخدم نظام تَشغيل كروم. يَعرض جو-جارديان خاصية تَصفية تَطبيقات الطَرف الثالث مثل اليوتيوب. هذه الخَدمات تَسمح لمديري المَدارس أَن يُتابعوا نَشاط الكلاب على الإنترنتِ، وتَصفية المُحتويات التي قَد تَكون مُضرة أو مُشَتِتة، واسترجاع الأجهزة الضَائعة أو المَسروقة.

## التاريخ
أُنشئَت جو-جارديان في عام 2014 على يدِ «أزا ستيل» و «آر. تود ماكي» و«أدفايت شيندي». أُسست الشركة في لوس أنجلوس بولاية كاليفورنيا. ومن شهر يونيو 2015، أعلَنت جو-جارديان عن نشاطِها في أكثرِ مِن 1600 قطاع مِن 15000 قطاع مَدرسي في الولايات التحدة.
في يناير 2015، قِطاعات لوس أنجلوس المدرسية المتحدة أختارت جو-جارديان لِتدعم برنامج إطلاق أجهزة ال 1:1 ل661,000 طالب. أجهزة الكرومبوك هي واحدة مِن الأجهزة المُتاحة في انطلاقة ال1:1 لقطاعاتِ لوس أنجلوس المَدرسية المُتحدة. وفَرت هذه الشَراكة لقطاعاتِ لوس أنجلوس المَدرسية المُتحدة تتبع الأجهِزة وتَصفية المُحتوى بِحسب السنة الدراسية، وتُسهل التعامل مع حَركة حِماية الأطْفَال على الإنترنت.
في أغسطس 2015، كَشَفت الشَركة عَن شَراكة القَناة مَع شَركة مُرتَكِزة في سِيدني، «كلاود للتوزيع»، كجُزء مِن خِطتها للتَوسع عالميًا.
في سبتمبر 2015، كَشفت الشَركة عن جو-جارديان للمُعَلمين. الأداة مُصمَمة لمساعدةِ المُدرسين على إدارة اإستخدام أجهزة الكرومبوك في فصولِهم ومُتابعة نشاط الطلبة على الجهازِ. والهَدف مِنه هو مُساعدة الطُلاب للتَركيز على دراستِهم وإبعادِهم عَن أي مُحتوى غَير لائقٍ.
في يناير 2016، أَعْلَنت جو-جارديان انطلاق اندماج فصل جوجل مع جو-جارديان للمُعلمين.
في يناير 2016، تم اختيار أثنان من المُنشئين، «أزا ستيل» و«أدفايت شيندي»، في قائمةِ «ثلاثون تحت الثلاثين» السَنوية لمجلةِ «فوربز» في قسمِ التعليمِ.
في سبتمبر 2016، وقَعت جو-جارديان تَعهد خُصوصية الطلبة، الذي أشترك في صنعه منتدى مستقبل الخصوصية وجمعية صِناعة البَرمجيات والمَعلومات.